# Dalovice (zámek)
Zámek Dalovice je reprezentativní sídlo v novorenesančním stylu v obci Dalovice v okrese Karlovy Vary. Je chráněnou kulturní památkou ČR, jejíž součástí je starý zámek, pomník Karla Theodora Körnera a zámecký park.

## Starý zámek

### Historie
Starý zámek vznikl patrně po zániku dalovické tvrze v roce 1503 po obléhání Švédy. Nové renesanční sídlo bylo postaveno mimo areál poplužního dvora na severním okraji obce Dalovice. Během staletí byla renesanční tvrz přestavována podle toho, jak se měnili vlastníci panství. V konečné podobě vznikl malý zámeček. Po výstavbě Nového zámku v letech 1847–1875 se stal zámeček ubytovnou pro zaměstnance místní porcelánky. V roce 1899 zámeček vyhořel a baron Friedrich Riedl von Riedelstein jej nechal přestavět v novobarokním stylu na zámeckou budovu. Z vyhořelé stavby byly využity pouze obvodní zdi. Za Eduarda Riedla von Riedelsteina byla v zámku založena knihovna, ve které byla shromážděna sbírka německé, anglické a francouzské literatury, zaměřené především na geografii a cestopisy. Po ukončení druhé světové války byl majetek rodině Riedlů von Riedelstein zabaven a část sbírky odvezla Rudá armáda. Starý zámek byl ve vlastnictví československého státu, který zde zřídil v letech 1958–1960 učňovské středisko, a od 1. září 1960 zde sídlila Střední zemědělská technická škola Dalovice. Po roce 1990 v budově sídlí Střední zemědělská škola.

### Popis
Starý zámek je samostatně stojící patrová zděná budova postavena na půdorysu čtverce zakrytá mansardovou střechou s vikýři krytou plechem. Průčelí zdobí dvouosé dvoupatrové rizality ukončené volutovými štíty. Průčelí obrácené k silnici má rizalit ukončený mohutnou zvonovou střechou. Nároží jsou zdobena pilastry s profilovanými hlavicemi. Průčelí ukončuje oběžná profilovaná korunní římsa. Okna jsou obdélná v profilovaných šambránách, v patrech zakončena polokruhovým záklenkem. V severním průčelí v patře střední osy je balkon se zdobným barokním zábradlím.

## Nový zámek

### Historie
V letech 1847–1875 nechal majitel panství baron Friedrich Riedl von Riedelstein vystavět nové sídlo v novorenesančním stylu podle návrhu architekta Josefa Benischka. Na začátku 20. století byl zámek upraven. Po ukončení druhé světové války od roku 1958 zde bylo odborné učiliště spojů. V letech 1958–1963 byl zámek opraven a byly upraveny interiéry pro potřeby učiliště. Po privatizaci v devadesátých letech 20. století je zámek v soukromých rukou a v budově sídlí Střední odborná škola logistická. V letech 2008–2012 byl zámek v několika etapách celkově rekonstruován a modernizován.

### Popis

#### Exteriér
Nový zámek je volně stojící jednopatrová zděná budova postavena na půdorysu čtverce na nízkém soklu, ukončena valbovou střechou krytou eternitem. Hlavní průčelí otevřené do parku má osm okenních os, trojosý středový rizalit, který je zakončený trojbokým empírovým štítem, a nárožní válcové věžice, zakončené kuželovými střechami. Před průčelím vchodem je umístěno dvouramenné schodiště s terasou.
Zadní průčelí má nárožní věžice ve tvaru čtyřbokých rizalitů, které jsou zakončené nízkými stanovými střechami. Mezi věžicemi má průčelí v přízemí devět okenních os a v patře sedmi okenních os. V patře místo tří středních oken je ve špaletě prolomen velký zasklený otvor s balustrádovým parapetem. Nad ním je trojúhelníkový štít, po stranách dvouosé vikýře s trojúhelným hladkým štítem. Boční průčelí jsou pětiosá, v pravém boku je vchod..
Fasádu po celém obvodu včetně věžic je členěná obvodovou profilovanou kordonovou římsou a oběžnou konsolovou hlavní římsou. V rizalitu je hlavní římsa nesena toskánskými pilastry, které se střídají s okny. V přízemí i v patře je průběžná podokenní římsa. Okna zámku jsou rámována profilovanou šambránou, na hranolových věžicích mají vystouplý parapet a okna v zadním průčelí mají nadokenní přímé římsy.

#### Interiér
Vstupní chodba je klenuta křížovou klenbou, malou příčnou valenou klenbou a vzdutými pasy na pilastrech s průběžnou zalamující se římsou. Chodba ústí do velké haly uprostřed budovy, která je rozdělena velkými kazetovými vpadlinami na tři části, hlavní největší a dvě menší postranní. Na střední část navazuje nedělený prostor schodiště, který je osvětlen velkým oknem zadního průčelí. Schodiště je tříramenné s litinovým novorenesančním zábradlím a rovným stropem s podstropní římsou. Místnosti jsou plochostropé, některé mají bohatou štukovou výzdobu.

## Körnerův pomník
Pomník byl odhalen 28. června 1914 u příležitosti stého výročí úmrtí básníka Theodora Körnera (1791–1813) v parku dalovického zámku. V roce 1811 se Körner léčil v Karlových Varech z válečného zranění a na doporučení Johanna Wolfganga Goetha navštívil Dalovice a velmi si oblíbil zámecký park. Pomník nechala postavit majitelka zámku hraběnka Mathilda Riedlová von Riedelstein k uctění Körnerových zásluh v boji proti Napoleonovi.

### Popis
Na dvakrát odstupňovaném soklu na půdorysu čtverce je podstavec z leštěné červené švédské žuly, na kterém je v horní části plastický nápis „K. THEOD. / KÖRNER / 1813–1913“  Na podstavci, který je částečně překryt vojenským pláštěm, je umístěna bronzová busta Theodora Körnera. Básník v důstojnické uniformě Lützovova hulánského regimentu (černých myslivců) je zobrazen jako prostovlasý vojevůdce s odhodlanou tváří hledící směrem ke Körnerovu dubu. Plášť připnutý přes pravé rameno má nařasenou drapérii a překrývá svým cípem horní část podstavce, čímž znemožňuje pokračování nápisu rodného jména. V pokrčené levé ruce drží stočený svitek. Na zadní straně cípu pláště je signatura:„Ludw. TISCHLER .fec. 1914“ a „ERZGUSS A. MILDE u. Co DRESDEN“. Autorem pomníku je sochař Ludwig Tischler ze Sokolova. Busta byla odlita z bronzu ve slévárně A. Mathilde u. Co v Drážďanech.

## Park
Rozsáhlý zámecký park byl založen na původních pastvinách v roce 1882. Přírodně krajinářský park ve stylu anglického parku využíval volný přechod do okolních lesů. V letech 1904–1906 proběhly jeho menší úpravy. V parku se nachází velmi staré a cenné stromy jak domácí, tak cizokrajné. Mezi významné patří památné stromy, především Körnerův dub a zámecký dub pod zahradní terasou Nového zámku. V centrální části zámeckého parku rostou tři staré lípy.
Kromě zeleně zde byly umístěny zajímavé plastiky. Mimo bronzové busty Theodora Körnera je v rohu parku umístěn smírčí kříž.
Na severním okraji parku byl v roce 1881 postaven pomník císaře Josefa II. Litinova socha  byla pravděpodobně zakoupena baronem Friedrichem Riedlem von Riedelstein v blanenských železárnách. V té době to byl rozšířený model mocnáře. V roce 1919 byla na žádost českých úřadů socha odstraněna.
Na kraji parku (konec Zámecké ulice) byl v roce 1948 na místě odstraněného pomníku obětem první světové války postaven nový pomník válečným obětem. Pomník byl v roce 1957 přemístěn do parčíku v Borovské ulici.

## Galerie

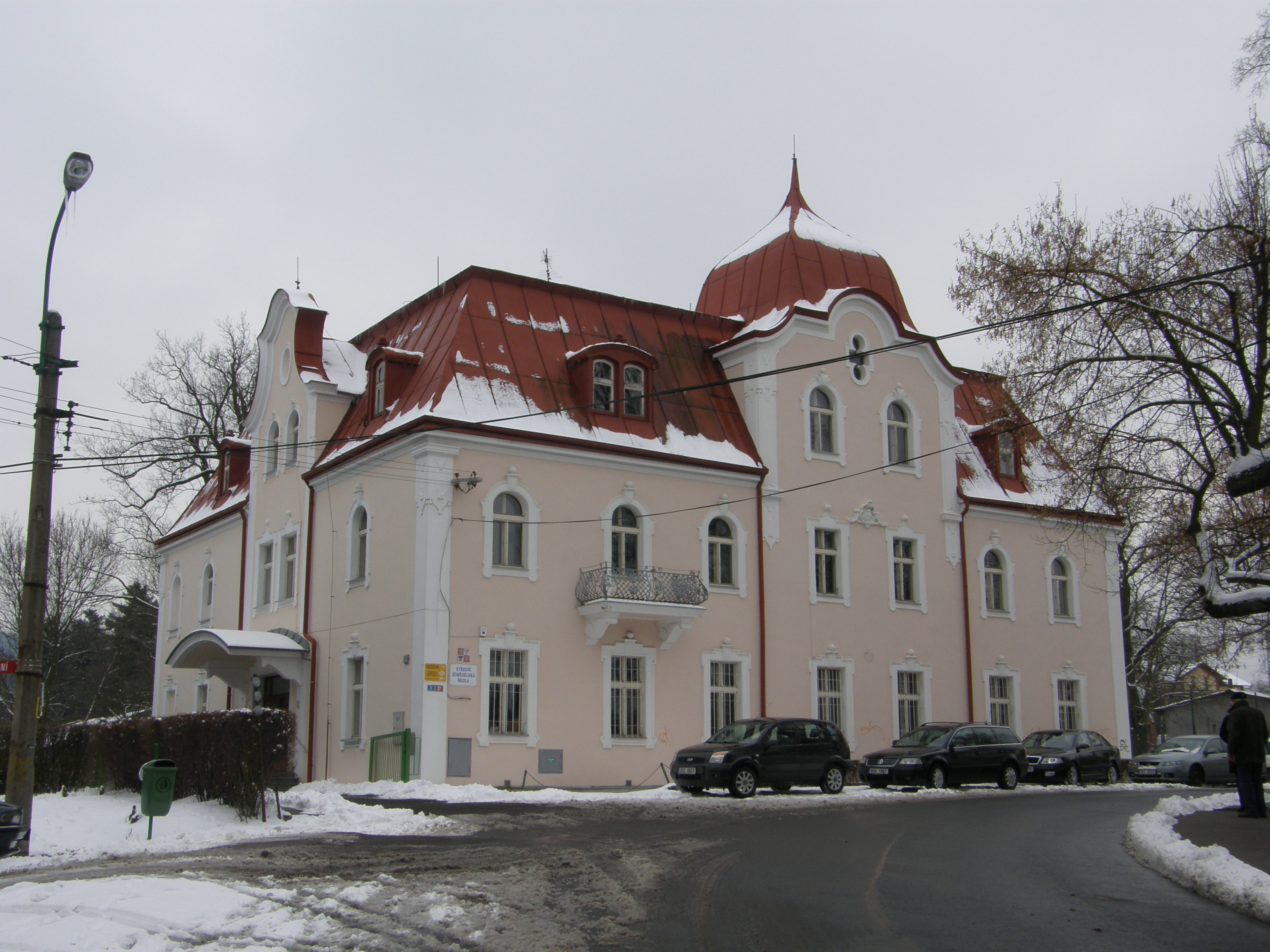
Starý zámek
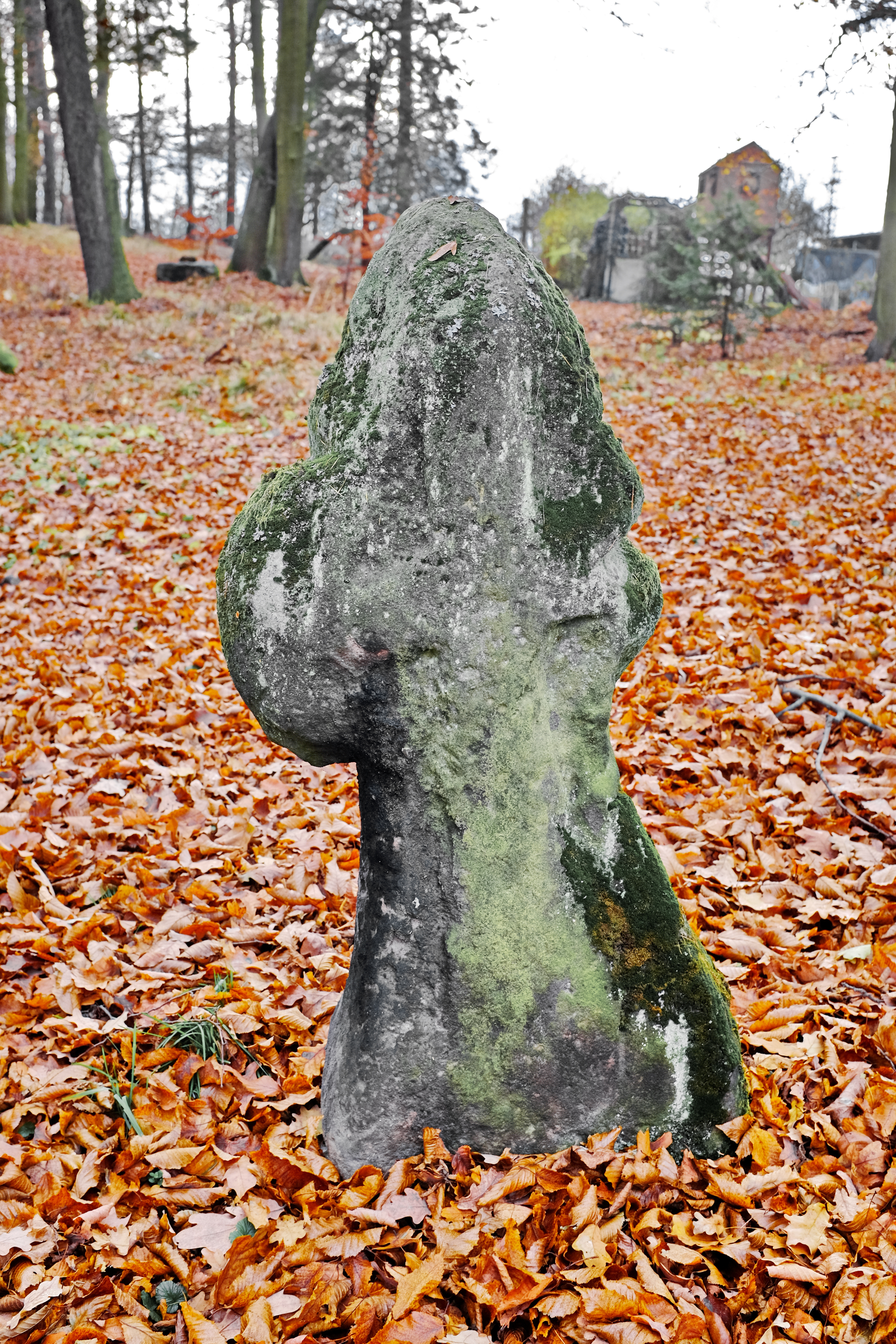
Smírčí kříž
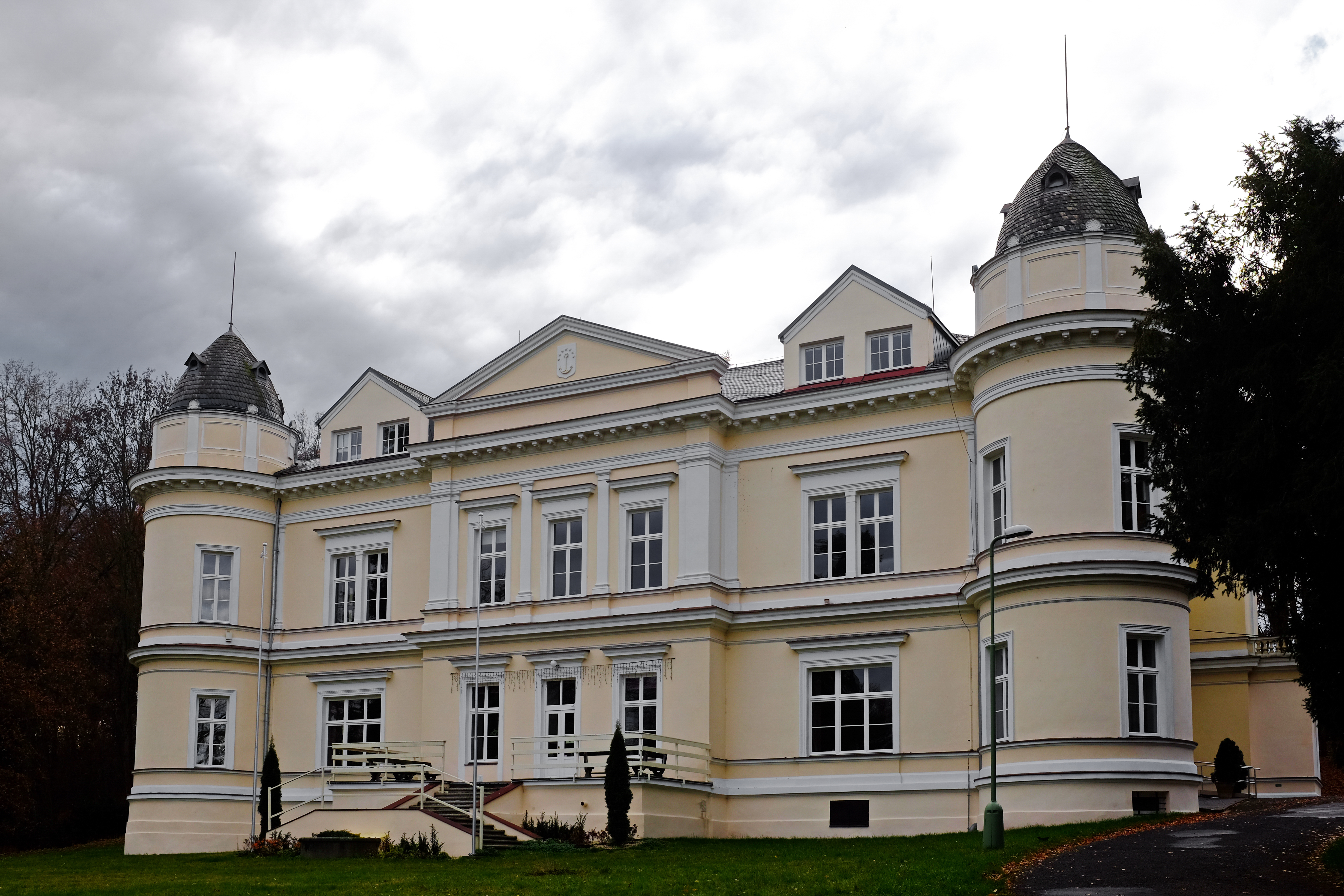
Nový zámek
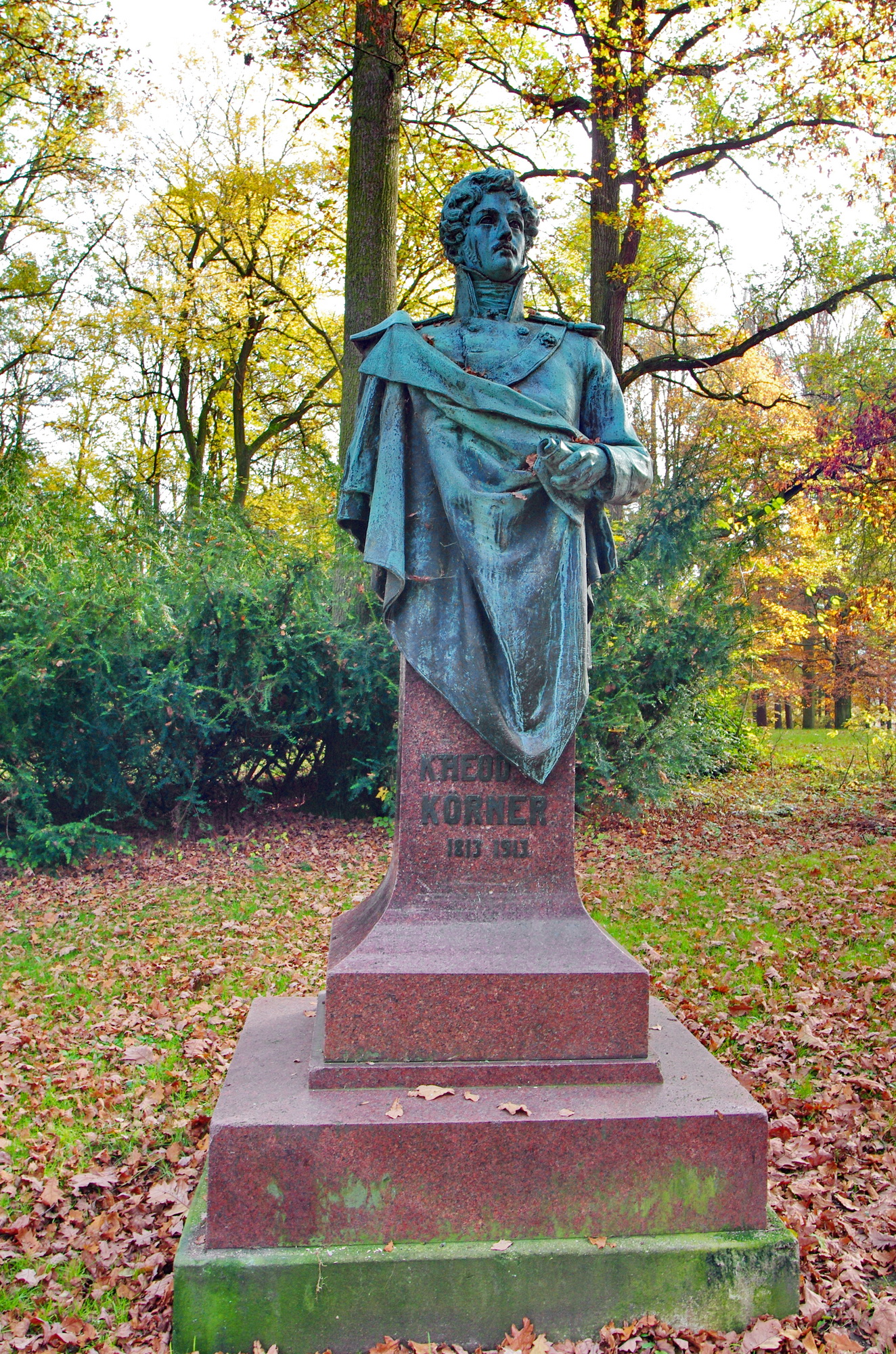
Památník Theodora Körnera
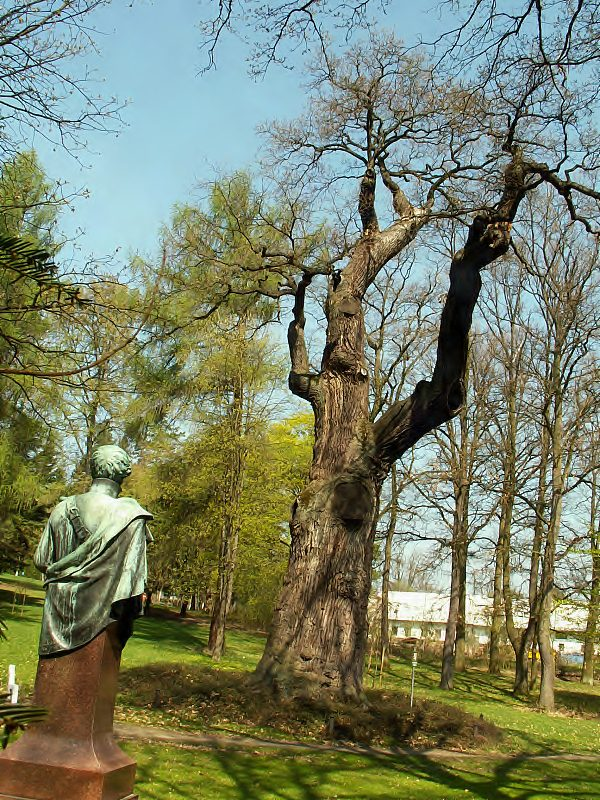
Körnerův dub
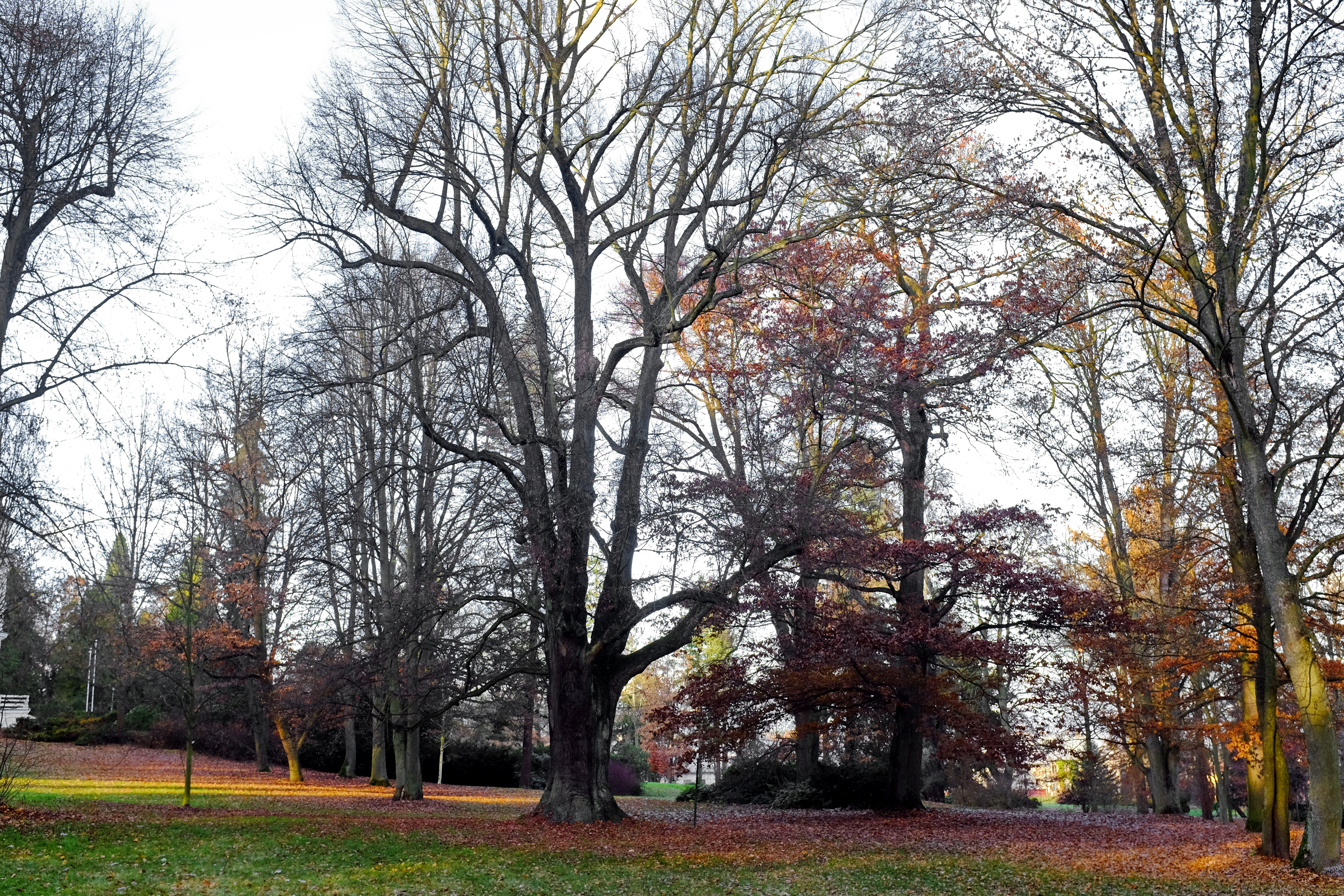
Dalovické lípy
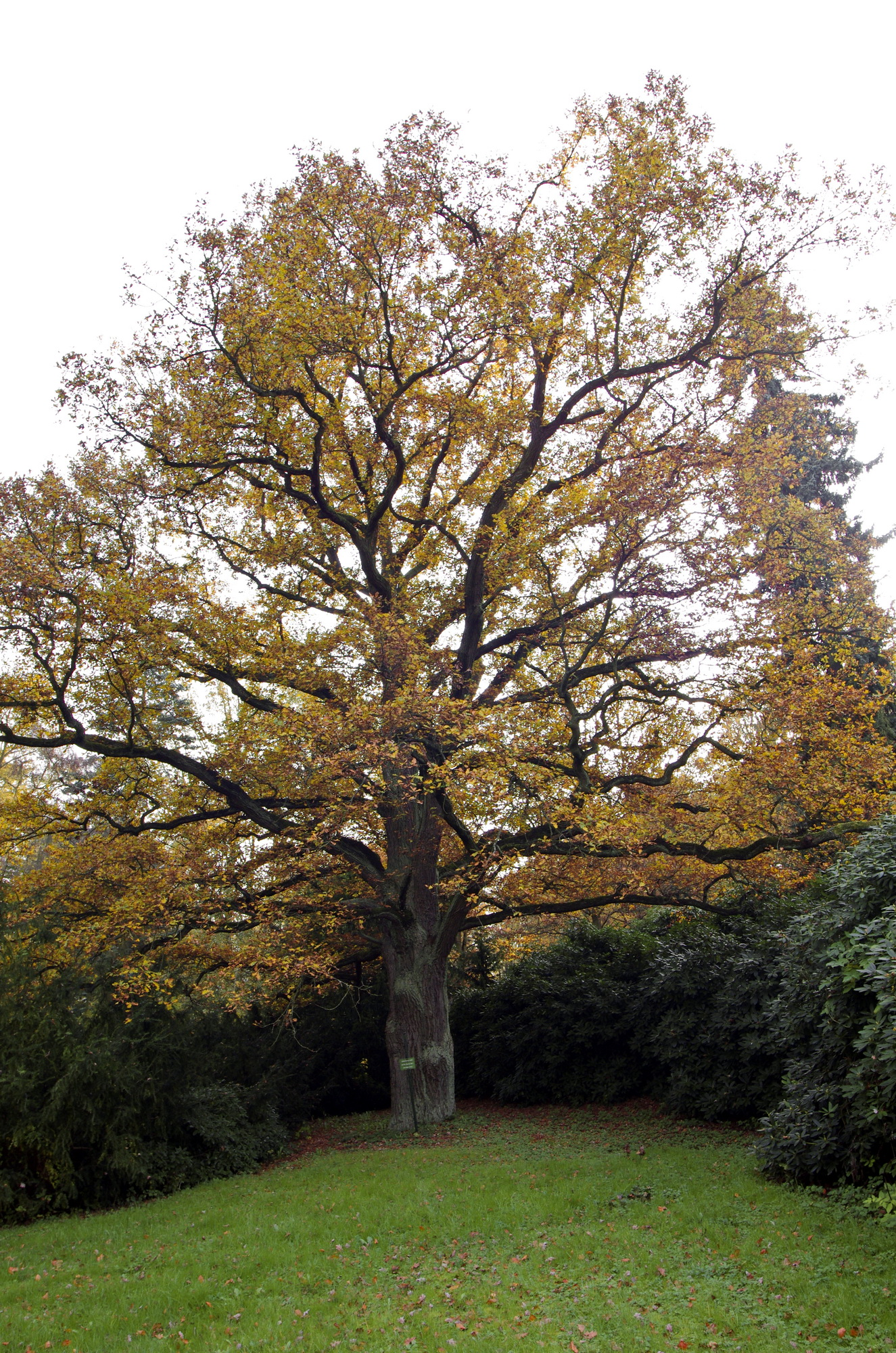
Zámecký dub